# Minas (ormiański współpatriarcha Jerozolimy)
Minas (ur. ?, zm. ?) – w roku 1426 ormiański współpatriarcha Jerozolimy